# Abborrtjärnen (Burträsks socken, Västerbotten, 716458-171049)
Abborrtjärnen är en sjö i Skellefteå kommun i Västerbotten och ingår i Rickleåns huvudavrinningsområde.